# タック・ピアノ

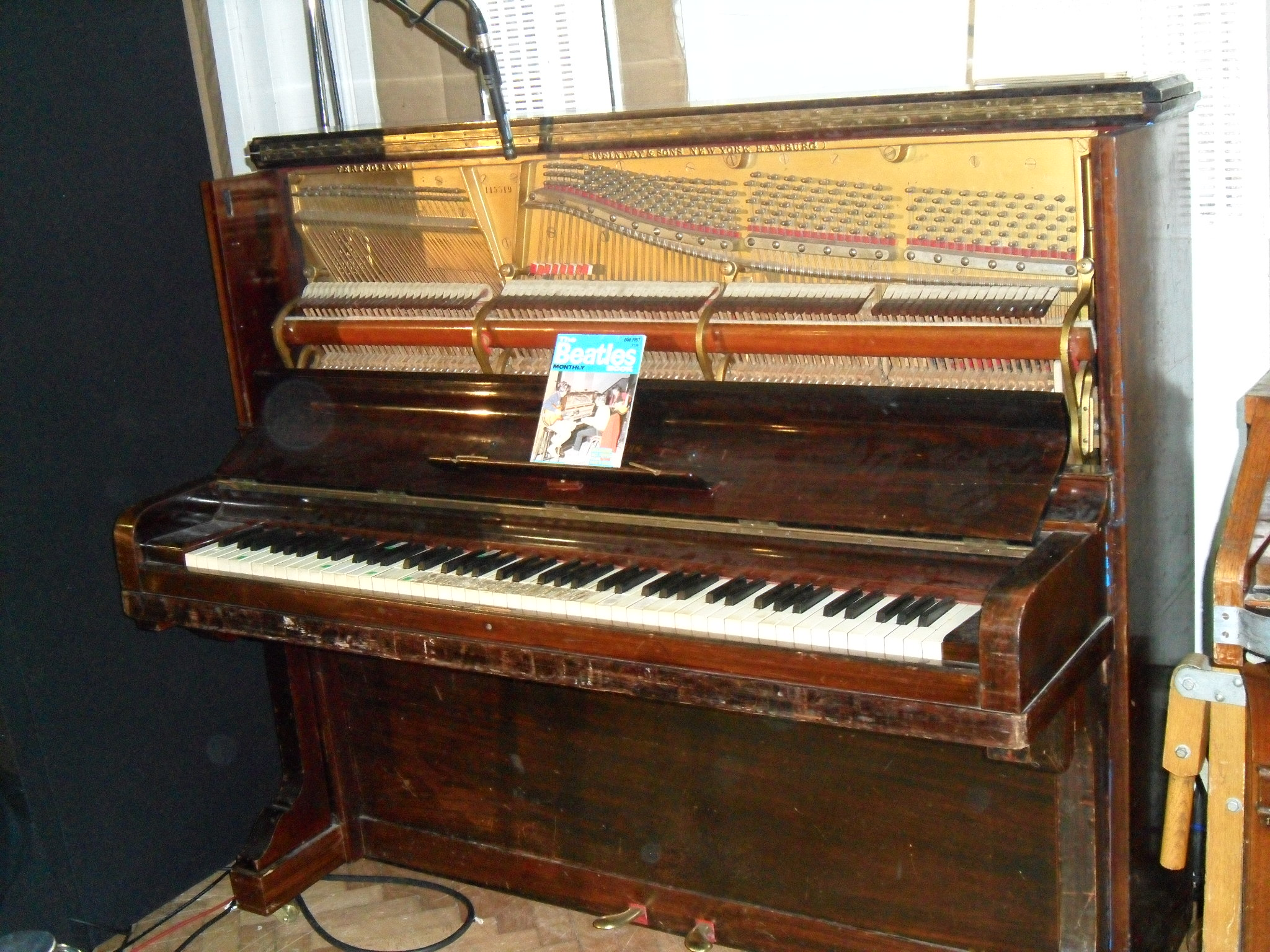
古いアップライトピアノ。アビー・ロード・スタジオが所有する1905年製
「Mrs. Mills」スタインウェイ・バーティグランド。

タック・ピアノ（英: Tack piano、画鋲ピアノ）は、変造ピアノの一種である。楽器のフェルトで保護されたハンマーが弦をたたく位置に画鋲（タック）あるいは釘が置かれており、楽器の音色は金属性でより打楽器のようになる。タック・ピアノは「ホンキートンクピアノ」（それぞれの鍵盤の1つ以上の弦の音程がわずかにずれているピアノ）を喚起させるために使われている。タック・ピアノは一般にハリウッド西部劇のサルーン（古いアップライトピアノが置かれている）の場面でしばしば登場するラグタイムの楽曲と関連している。最初はクラシック音楽を演奏する際のハープシコードの代用品として使われた。
ラッカー塗装されたハンマーを使うことで、本物の画鋲を使うことなく打楽器のようなタック・ピアノの音色を得ることができる。